# Ulf Nilsson (sångare)
Ulf Mikael Varg Nilsson, född 27 augusti 1978 i Martin Luthers  församling i Halmstad i Hallands län, är en svensk sångare och låtskrivare, som vann första säsongen av TV4:s artisttävling The Voice Sverige den 23 mars 2012.
Nilsson är uppvuxen i Halland, har varit verksam som lärare och är gift med sångerskan Linda Varg, som själv har deltagit i talangprogrammen Idol 2010 och Popstars. I finalprogrammet sjöng han bland annat den egna låten I Let the Angels See Me Home till gitarr. I och med vinsten fick Nilsson skivkontrakt med skivbolaget Universal Music. I december 2013 släpptes så debutalbumet Little by Little i samproduktion med Chris Rehn och därefter reste han på Sverigeturné med gruppen Stiftelsen.